# Olympique Alès
Olympique Alès jest francuskim klubem piłkarskim z siedzibą w Alès.

## Historia
Olympique Alès en Cévennes został założony 1923. Klub w 1932 znajdował się wśród założycieli Première Division. W debiutanckim sezonie klub zajął ostatnie miejsce w grupie A ligi i spadł z niej. Do I ligi powrócił już rok później w 1934 i występował w niej przez 2 sezony.
Po II wojnie światowej klub awansował na jeden sezon do Première Division w latach 1947–1948. Ostatnim pobyt Alès w Première Division miał miejsce w latach 1957–1959. Później klub występował w Ligue 2 (ostatni raz w sezonie 1995-1996).
Po spadku z Ligue 2 klub stracił na znaczeniu we francuskim futbolu. Obecnie występuje w Division d’Honneur Régionale (VII lidze).

## Sukcesy
- 6 sezonów Première Division: (1932–1933, 1934–1936, 1947–1948, 1957–1959).
- półfinał Pucharu Francji w 1987.
- mistrzostwo Division 2 w 1957.

## Znani piłkarze w klubie
| - Franck Ribéry - Sabri Lamouchi - Michel Dussuyer - Didier Agathe - Gérard Gili - Rezső Somlai - Joe Gaetjens | - Roman Ogaza - James Debbah - Edward Dixon - Mass Sarr - Rodrigue Akpakoun - Lassina Diabaté - Zéphirin Zoko |

## Trenerzy
- Robert Siatka (lata 60.)

## Sezony wI lidze
| Sezon     | Uzyskane Miejsce    |
| --------- | ------------------- |
| 1932-1933 | 10 w gr. B (spadek) |
| 1934-1935 | 14                  |
| 1935-1936 | 16 (spadek)         |
| 1947-1948 | 17 (spadek)         |
| 1957-1958 | 14                  |
| 1958-1959 | 19 (spadek)         |